# Mitra Kadivar
 Mitra Kadivar (persisch میترا کدیور; * 1954 in Iran) ist eine iranische Psychoanalytikerin und Psychiaterin. Kadivar ist Lacanianerin und Mitglied der École de la cause freudienne (ECF) und der World Association of Psychoanalysis (WAP).

## Leben und Werk
Kadivar beendete 1979 ihr Medizinstudium an der Mashhad University of Medical Sciences in  Maschhad und begann 1983 in Paris entsprechend den weltweiten Kriterien für die Ausbildung von Psychoanalytikern eine Analyse bei einem Lacanianer der École de la Cause Freudienne und der World Association of Psychoanalysis. Ihr Analytiker war von Jacques Lacan persönlich analysiert worden. Kadivars persönliche Psychoanalyse wurde qualifiziert und anschließend von den Jurykommissionen der École de la Cause Freudienne und der World Association of Psychoanalysis bestätigt. Anschließend wurde sie als Mitglied dieser beiden Institutionen aufgenommen. Nach der Gründung der Eurofederation of Psychoanalysis (EFP) wurde sie auch als Mitglied dieser internationalen Institution aufgenommen.
Sie kehrte 1993 in den Iran zurück und eröffnete in Teheran 1994 eine eigene Praxis. In verschiedenen iranischen Institutionen lehrte sie Psychoanalyse und gründete 2001 zur Einführung in die Freudsche und Lacansche Lehre eine Studiengruppe. Sie veranstaltete von 2005 bis 2007 zusammen mit ihren Studenten eine wöchentliche öffentliche Vorlesungsreihe über Sigmund Freud.
In Teheran entstand aus diesen Aktivitäten die erste psychoanalytische Gesellschaft Irans, die Freudian Association, deren Vorsitzende Kadivar ist. 2008 wurde die Freudian Association vom iranischen Innenministerium zugelassen und ist mit der von Jacques-Alain Miller gegründeten WAP und der ECF assoziiert.
Kadivar wurde im Dezember 2012 gegen ihren Willen mit der Diagnose Schizophrenie in eine psychiatrische Klinik in Teheran eingewiesen. Jacques-Alain Miller und der französische Journalist Bernard-Henri Lévy arbeiteten zusammen, um die Unterstützung der verschiedenen Netzwerke zu mobilisieren, und organisierten eine Petition. Jacques-Alain Miller sammelte für ihre Freilassung 4.500 Unterschriften, darunter Politiker, Schriftsteller, Analysten und Filmemacher. Kadivar wurde im Februar 2013 wieder nach Hause entlassen. In ihren Augen waren ein ärztlicher Fehler und ein Nachbarschaftsstreit für ihre Psychiatrisierung verantwortlich gewesen und anscheinend hatten ihre Nachbarn ihre Arbeit falsch interpretiert.
In Teheran setzte Kadivar ihre psychoanalytische Arbeit fort und eröffnete Anfang 2014 ein Africa Psychoanalytic Center.
Kadivar war Ehrengast und Sonderrednerin auf vielen internationalen Kongressen, so auf dem internationalen Kongress der World Association of Psychoanalysis (WAP) im April 2010 in Paris und dem interkontinentalen Kongress der New Lacanian School (NLS) im Juni 2013 in Genf. Sie ist jetzt praktizierende, ausbildende und supervidierende Analytikerin in Teheran und Präsidentin der Freudian Association of Iran.

## Inhaftierung als Grundlage für eine Oper und einen Dokumentarfilm
Auf internationalen Druck hin, den ein französischer Kollege Kadivars auf ihr Drängen hin organisiert hatte, wurde Kadivar freigelassen. Der preisgekrönte belgische Dokumentarfilmer Jorge Léon nahm den im Internet veröffentlichten Mailwechsel der beiden Psychoanalytiker als Grundlage für einen Dokumentarfilm und eine Oper.

## Veröffentlichungen (Auswahl)
- Le mystère des congrès. Institut Lacan 2013.
- Après coup: Un centre de psychanalyse à Téhéran. Freudian Association 2014.
- La faillite de la psychiatrie à l'iranienne. Lacan Quotidien Nr. 369, 19. Januar 2014.